# Metal Rock Festival
El Metal Rock Festival fue una serie de recitales de Heavy Metal que tuvieron lugar en Argentina.

## Edición 1996
Bajo el nombre Metal Rock Festival —que tuvo 2 fechas principales, el Día 1 en el viejo y ya desaparecido Estadio de Morón, y el Día 2 en el mítico Obras— se dio comienzo a una gira que recorrió una veintena de localidades de la Argentina, y que presentaba una lista de bandas principales junto a grupos soporte locales.

V8 (1979) era un grupo ya separado al momento de realizarse la primera edición del festival. El 13 de abril de 1996, los integrantes de Logos(1990), Horcas(1988) y Rata Blanca(1985) que habían formado parte de V8, subieron nuevamente al escenario para tocar temas de la legendaria banda. Serían parte de aquella celebración Osvaldo Civile en guitarra, Alberto Zamarbide en voz, Gustavo Rowek en batería y Miguel Roldán en bajo. Desarrollarían un set completo de temas de la mítica banda, y si bien todos ellos fueron integrantes de la misma —incluso Roldán, aunque como guitarrista— la legitimidad de dicha reunión fue puesta en duda ya que si bien fue invitado Ricardo Iorio —creador del grupo, principal compositor y su único bajista, por entonces en el grupo Almafuerte(1995)— este se negó a participar de la misma, al igual que Adrián Cenci, quien no fue incluido por negocios internos en el cierre con todos los demás V8, habiendo estado más de 2 años y haber grabado el 3.er y último álbum de la mítica y legendaria banda.
 
La reunión fue un secreto a voces, ya que si bien no figuraba impresa en los volantes, afiches publicitarios o entradas, todos los presentes sabían de antemano que tendría lugar. Los temas de V8 interpretados aquella noche formarían parte del disco en vivo V8 - Homenaje. 
| Metal Rock Festival Tour '96 |                    |              |           |                                    |                                      |                          |
| Fecha                        | Ciudad             | Provincia    | País      | Recinto                            | Bandas principales                   | Bandas locales invitadas |
| 12 de abril                  | Morón              | Buenos Aires | Argentina | Estadio Francisco Urbano           | Rata Blanca, Logos, Horcas y Vibrion |                          |
| 13 de abril                  | CABA               | Buenos Aires | Argentina | Estadio Obras Sanitarias           | Rata Blanca, Logos, Horcas y Vibrion |                          |
| 19 de abril                  | Santa Fe           | Santa Fe     | Argentina | Club Rivadavia Juniors             | Rata Blanca, Logos, Horcas y Vibrion |                          |
| 20 de abril                  | Río Cuarto         | Córdoba      | Argentina | Flop Discotheque                   | Rata Blanca, Logos, Horcas y Vibrion |                          |
| 21 de abril                  | Rosario            | Santa Fe     | Argentina | Teatro Lavardén                    | Rata Blanca, Logos, Horcas y Vibrion |                          |
| 26 de abril                  | San Juan           | San Juan     | Argentina | Club Inca huasi                    | Rata Blanca, Logos, Horcas y Vibrion | Exorción y Allentiac     |
| 27 de abril                  | Godoy Cruz         | Mendoza      | Argentina | Estadio Andes Talleres             | Rata Blanca, Logos, Horcas y Vibrion |                          |
| 28 de abril                  | La Plata           | Buenos Aires | Argentina | Club Universal                     | Rata Blanca, Logos, Horcas y Vibrion |                          |
| 3 de mayo                    | Comodoro Rivadavia | Chubut       | Argentina | Estadio Huracán                    | Rata Blanca, Logos, Horcas y Vibrion |                          |
| 4 de mayo                    | Pico Truncado      | Santa Cruz   | Argentina | Polideportivo Municipal            | Rata Blanca, Logos, Horcas y Vibrion |                          |
| 7 de mayo                    | Río Gallegos       | Santa Cruz   | Argentina | Microestadio Juan Bautista Rocha   | Rata Blanca, Logos, Horcas y Vibrion | Industria Argentina      |
| 10 de mayo                   | General Roca       | Río Negro    | Argentina | Estadio Luis Maiolino              | Rata Blanca, Logos, Horcas y Vibrion |                          |
| 11 de mayo                   | Bahía Blanca       | Buenos Aires | Argentina | Estadio Roberto Natalio Carminatti | Rata Blanca, Logos, Horcas y Vibrion | Averno                   |
| 12 de mayo                   | Mar del Plata      | Buenos Aires | Argentina | Estadio José María Minella         | Rata Blanca, Logos, Horcas y Vibrion |                          |

## Edición 1998
Al igual que en la primera edición del festival, se grabaría nuevamente un disco en vivo, donde cada banda participante aportaría un tema.

#### Día 1
- Simbiosis
- Alakrán
- Lethal
- Nepal
- Imperio
- Fastidio

#### Día 2
- Horcas
- Visceral
- Cruel Adicción
- Nativo
- Jeriko
- Sauron
- Halógena

Lugar: Cemento

## Edición 1999

#### Día 1
- Simbiosis
- Claudio O'Connor
- Lethal
- Tren Loco
- Fastidio
- Virtual
- Helizer
- Tinnitus
- Sélidor

#### Día 2
- Walter Giardino Temple
- Cruel Adicción
- Devenir
- El Dragón
- Imperio
- Sauron
- Humanimal
- Elmer
- Rosacruz

Lugar: Cemento

## Edición 2000

#### Día 1
- Barón Rojo España
- Claudio O'Connor
- Cruel Adicción
- Azeroth
- Chopper (de Uruguay)
- Cuero
- Elmer
- Cíclope

#### Día 2
- Barón Rojo (de España)
- Horcas
- Nepal
- Imperio
- Devenir
- Patán
- Tribal
- Batán

Lugar: Cemento

## Edición 2003
- Rata Blanca
- Horcas
- Raíz
- Claudio O'Connor
- Renacer
- Jason
- Cruel Adicción
- Rosacruz
- Zeldar

Lugar: Obras